# Gangi
Gangi es una localidad italiana de la provincia de  Palermo, región de Sicilia, con 7.260 habitantes.
Gangi se encuentra rodeado de las siguientes poblaciones: Alimena, Blufi, Bompietro, Calascibetta, Enna, Geraci Siculo, Nicosia, Petralia Soprana, Sperlinga.

Ubicación de la ciudad de Gangi dentro de la provincia de Palermo

## Evolución demográfica
En el siglo XX, muchas personas emigraron a América del Sur en esas tierras que ellos llamaban "a'merica Ranni" (Gran América). Inmediatamente después del final de la Segunda Guerra Mundial, ha provocado un lento pero continuo proceso de migración hacia el norte de Italia, aún en curso.
| Gráfica de evolución demográfica de Gangi entre 1861 y 2001 |
|                                                             |
| Fuente ISTAT - Elaboración gráfica por parte de Wikipedia   |

## Sitios principales
- El castillo, en la parte alta del Monte Marone, construido probablemente en el siglo XIV.
- Palacio Sgadari y Palacio Bongiorno, residencias de dos nobles notables.
- Iglesia Madre de San Nicolò di Bari (siglo XIV). Se encuentra conectada a la Torre Ventimiglia, que se convirtió en un campanario. Alberga el Juicio Final de Giuseppe Salerno y varias estatuas del escultor local Filippo Quattrocchi.
- Santuario del Spirito Santo.
- Abadía del Gangivecchio (1366).
- La notable Iglesia estilo Romanesco  San Giuseppe dei Ricchi (también conocida como San Paolo).
- Iglesia Santa Maria del Gesù, con un campanario Romanesco. En él encontramos las esculturas Madonna con Niño y Anunciación de Quattrocchi.